# Piknik

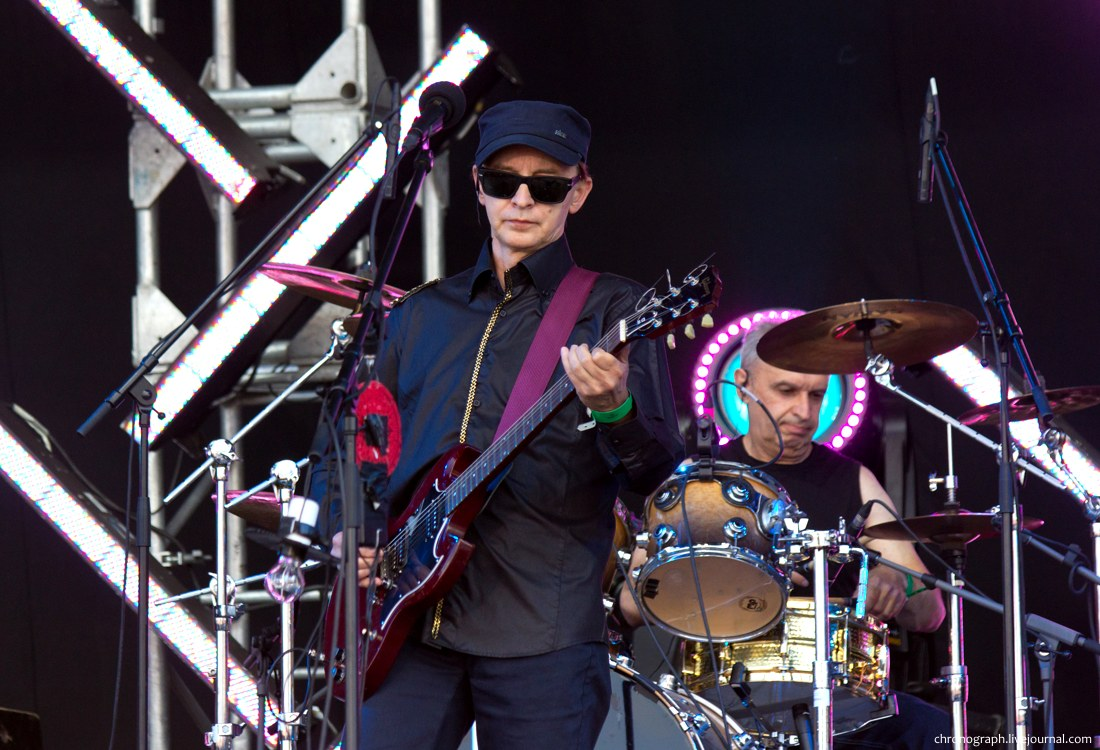
Bandleader Edmund Schkljarski (links) und Leonid Kirnos (2013)

Piknik (russisch Пикник) ist eine Rock-Gruppe aus Russland.

## Geschichte
Piknik gehört laut Einschätzung des Auslandsrundfunks Deutsche Welle (DW) zu den „Urgesteinen der russischen Musikszene“ und stehe für Progressiven Rock. Gegründet wurde die Gruppe im September 1978 in Leningrad unter dem Namen Orion. 1981 wurde sie in Piknik umbenannt. Wiederum laut DW gehen beide Namen „auf den für die sowjetische Rockszene typischen Trick zurück, Namen zu wählen, die westlich klingen, aber nicht verboten werden können“. In der Konsequenz stand die Gruppe zunächst auf der „Liste von Bands, denen große öffentlichkeitswirksame Auftritte verwehrt wurden“ – wohl auch da russischen Behörden ihren Song „Opium Smoke“ als Drogenkonsum ermutigend ansahen – und sie sich lediglich in Rockclubs, zum Teil im Untergrund auslebten. Der Durchbruch gelang  Piknik mit der Veröffentlichung des Albums «Дым» (dt. «Rauch», en. «Smoke»). Im Frühling 1982 war die Gruppe Preisträger des ersten Rock-Festivals in Leningrad.
Seit 1978 wird die Band durch den Leadsänger Edmund Schkljarski (auch Shklyarskiy, * 1955) geführt. Er schreibt alle Texte und Melodien. Schkljarski beruft sich auf polnische Wurzeln, sein Vater war ein renommierter Wissenschaftler und seine Mutter Konzertpianistin.
Laut dem Rolling Stone stellt sich die Kernformation der Band wie folgt zusammen: Edmund Shklyarskiy mit Gesang, Gitarren, Keyboards (1978–1979 und 1981-heute), Leonid Kirnos mit Schlagzeug, Percussion (1982–1984, 1987–heute), Marat Korchemny mit Hintergrundgesang, Bass (2003-heute). Das langjährige Mitglied Sergey Voronin (1984–2006) starb an einem Herzinfarkt und wurde ersetzt durch Stanislav Shklyarskiy mit Keyboards (2007-heute). Letzterer ist der Sohn von Edmund Shklyarskiy. Seit Anbeginn der Formation hatte die heutige Gruppe (Stand 3/2024) über 34 Mitglieder.
Im Jahr 2016 wurde der Band ein Auftrittsverbot in der Ukraine erteilt, weil sie auf der Krim nach deren Annexion durch Russland aufgetreten war.
Am 3. Mai 2023 lobte der russische preisgekrönte Bestsellerautor und Militärfunktionär der „Volksrepublik Donezk“ Sachar Prilepin die Haltung des Leadsängers Schklarski, da dieser durch aktive Unterstützung, auch mit Geldspenden, die „Sonderoperation“ in der Ukraine als „normale Position eines russischen Mannes und eines russischen Musikers“ befürworte. Dementis diesbezüglich von Piknik-Mitgliedern soll es – gemäß DW – nicht geben, wobei bei der Zurückhaltung eines Statements berücksichtigt werden sollte, dass am 6. Mai 2023 auf Prilepin direkt ein schwerer Autobombenanschlag mit einem Todesopfer verübt wurde.
Vor einem geplanten Konzert der Band mit 6200 Karten kam es am 22. März 2024 bei einem Anschlag auf die Crocus City Hall in Krasnogorsk zu zahlreichen Toten und Verletzten. Mitglieder der Band kamen dabei nicht zu Schaden, da sie sich in der Garderobe verstecken konnten. Die Nachrichtenagentur RIA Novosti berichtete jedoch, dass eine stellvertretende Direktorin aus dem Management der Gruppe bei dem Anschlag ums Leben kam.

## Diskografie
Alben
- 1982: Дым (Rauch)
- 1984: Танец Волка (Wolfstanz)
- 1986: Иероглиф (Hieroglyphe)
- 1988: Родом ниоткуда (Nirgendwoher stammend)
- 1991: Харакири (Harakiri)
- 1994: Немного огня (Ein wenig Feuer)
- 1995: Вампирские песни (Vampirgesänge)
- 1996: Жень-шень (Ginseng)
- 1997: Стекло (Glas)
- 2001: Египтянин (Ägypter)
- 2002: Чужой (Der Fremde)
- 2004: Тень вампира (Der Schatten des Vampirs)
- 2005: Королевство кривых (Königreich der Schieflinge)
- 2005: Взгляд со стороны (Blick von der Seite)
- 2007: Мракобесие и Джаз (Obskurität und Jazz)
- 2008: Железные мантры (Eiserne Mantras)
- 2010: Театр абсурда (Absurdes Theater)
- 2011: Три судьбы (Drei Schicksale)
- 2012: Певец Декаданса (Der Sänger der Dekadenz)
- 2014: Чужестранец (Der Exot)
- 2017: Искры и канкан (Funken und Cancan)
- 2019: В руках великана (In den Händen eines Riesen)
- 2022: Весёлый и злой (Fröhlich und wütend)

## Erwähnung in der Literatur
In Sergei Lukjanenkos Wächter-Reihe hört die Hauptperson Anton Gorodezki häufig Musik von Piknik.